# Никон (Ивашков)

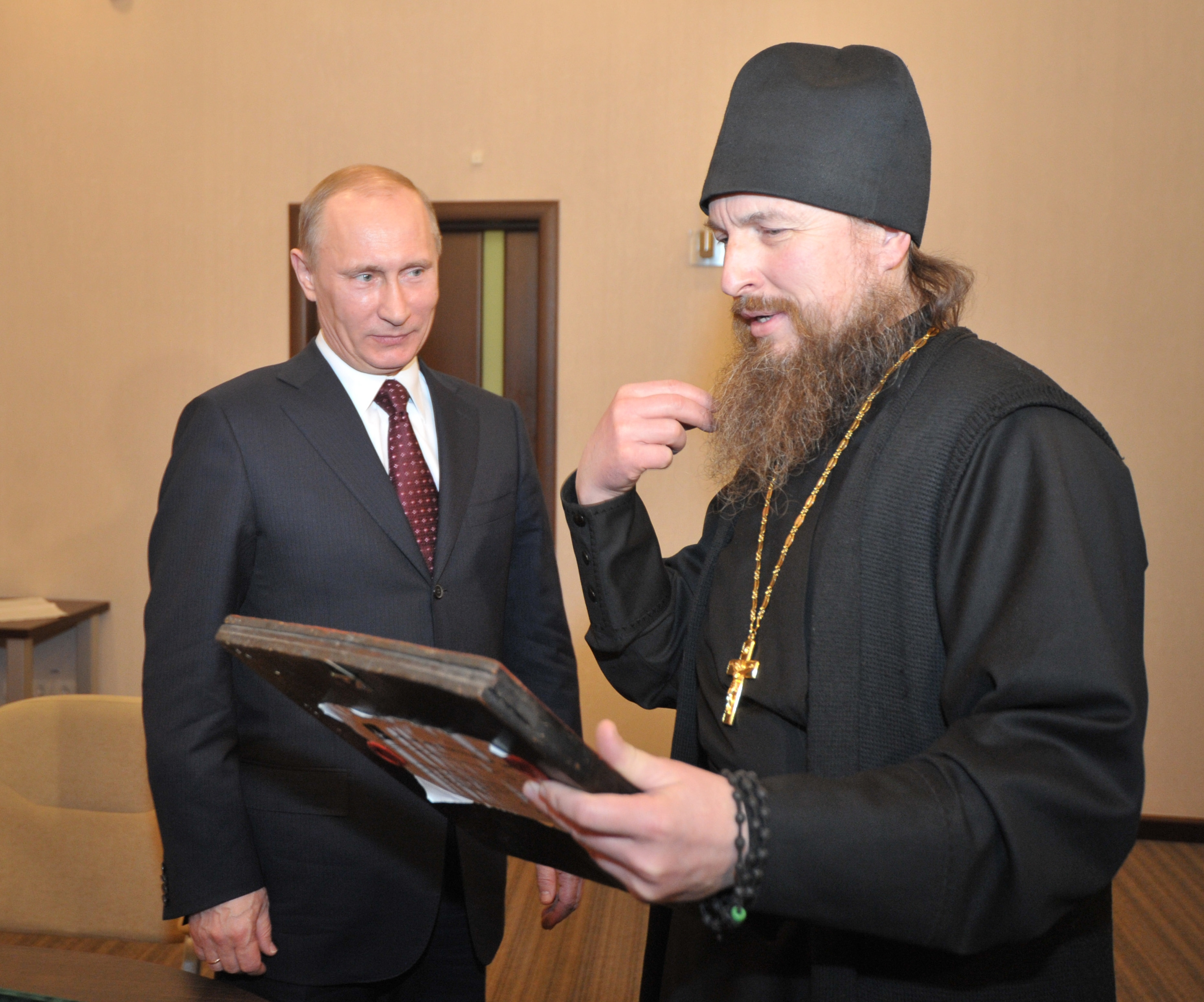

Игумен Никон (в миру Александр Анатольевич Ивашков; 10 июня 1957, Одесса) — игумен Русской православной церкви, наместник Свято-Успенской Саровской пустыни.

## Биография
Родился 10 июня 1957 года в Одессе в семье военнослужащего. Был крещён в годовалом возрасте в день рождения преподобного Серафима Саровского (2 августа).
Из-за службы отца приходилось часто переезжать с одного места на другое. В школу пошел в 1964 году по месту службы отца — в группе советских войск в Германии, окончил среднее образование в посёлке городского типа Удельная Московской области в 1974 года.
В этом же году поступил учиться в Киевское высшее военное инженерное училище связи, которое окончил в 1979 году со специальностью «Инженер электропроводной связи».
По завершении высшего образования проходил службу в Южной группе войск до 1984 года, затем был переведён в Москву.
В 1991 году уволился с военной службы. Воцерковился в 1995 году. По собственному признанию: «Мне тогда было 38 лет, я демобилизовался из армии. До майора дослужился! И я ничего про это, — карандаш упирается в блок-схему, — не знал. Просто шёл в магазин. Шёл мимо храма. И вдруг мысль в голове: „Смотри, какой храм красивый! Зайди!“ Я и зашёл. А там ремонт, леса стоят, и ничего такого особо красивого я не заметил. „Купи себе что-нибудь на память! Вон Библию купи!“ И я, неверующий человек, покупаю Библию. Прихожу домой, открываю, прямо с первой страницы. „В начале было Слово…“ Повторяю: я ничего не знал. Но когда Господь считает нужным, Он даёт человеку разумение. И я не просто читаю — я понимаю. И я, вечер за вечером, прочитал всю Библию». Два года был прихожанином Сретенского монастыря в Москве.
Возглавлял различные коммерческие структуры, в том числе с 1996 по 2005 год был генеральным директором совместного предприятия, образованного правительствами Московской области и республики Коми для интеграции этих субъектов Федерации.
С 1997 по январь 2006 года активно помогал Серафимо-Дивеевскому монастырю. Лично участвовал в обретении святых мощей преподобных Марфы, Елены и матушки Александры, а позднее — в обретении святых мощей блаженных Пелагеи и Параскевы.
В 1998 году протоиерей Николай Гурьянов с острова Залита благословил его петь на клиросе, а в перспективе — на священство. Послушание петь на клиросе исполнял два года в приходе храма святителя Николая в селе Полтево Балашихинского района Московской области.
С 2000 по 2005 год нёс послушание пономаря в храме Живоначальной Троицы на Шаболовке в Москве.
В 2005 году уволился с предприятия и переехал в Дивеево. По благословению игумении Дивеевского монастыря матушки Сергии полгода оказывал помощь в строительстве монастырского скита возле источника в посёлке Хитрый.

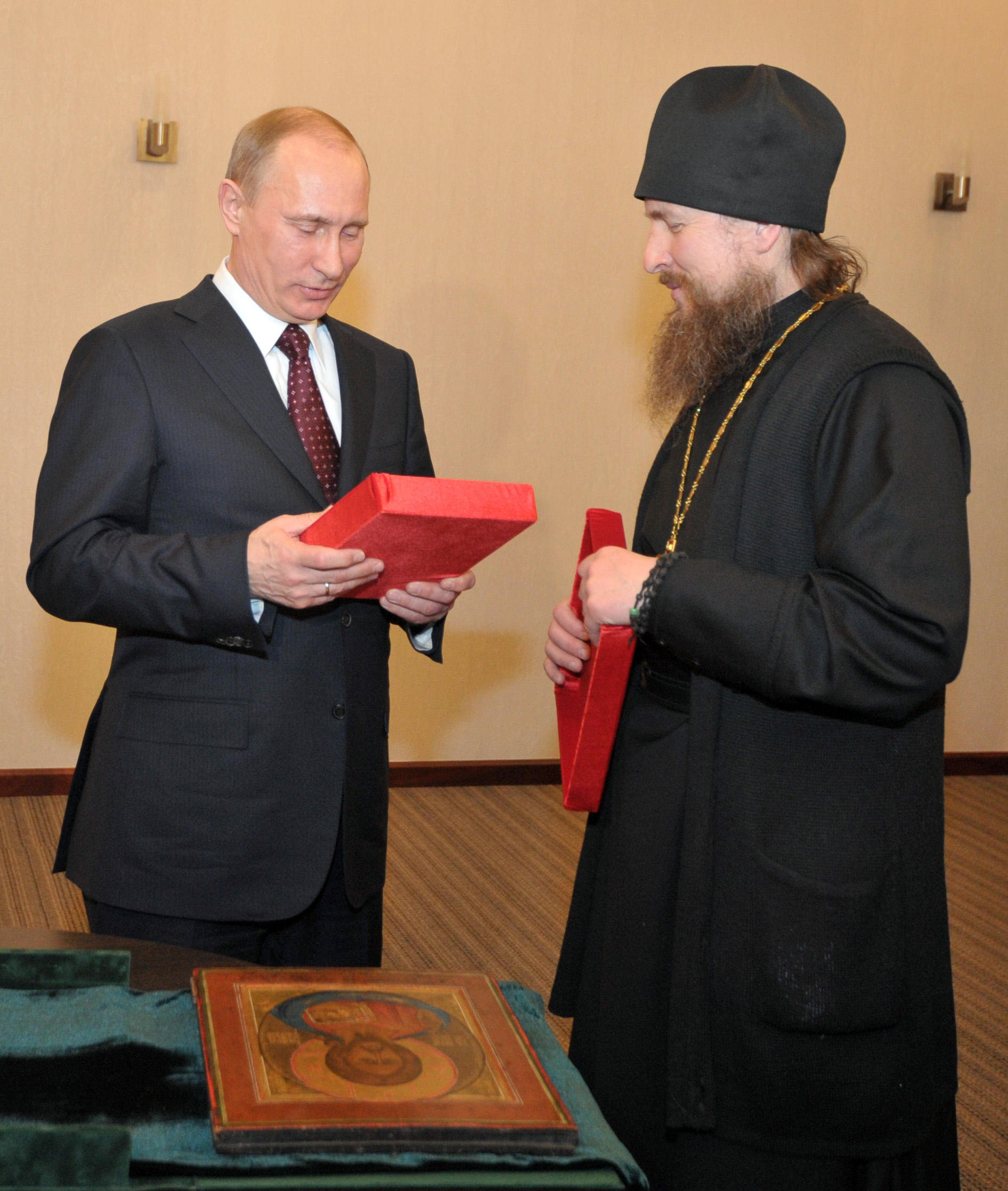

В январе 2006 года по благословению Архиепископа Нижегородского и Арзамасского Георгия (Данилова) стал насельником Флорищевой пустыни, где исполнял послушание эконома.
17 марта 2007 года во Флорищевой пустыни её наместником иеромонахом Варнавой (Барановым) был пострижен в малую схиму с наречением имени Никон в честь преподобного Никона, игумена Радонежского. Данный постриг стал первым в монастыре с момента его возрождения.
14 июля 2007 года во Флорищевой пустыни архиепископом Георгием был рукоположен в сан иеродиакона. В том же году заочно окончил Нижегородскую духовную семинарию.
26 мая 2009 года иеродиакон Никон назначен строителем восстанавливаемого Свято-Никольского Амвросиева Дудина монастыря Нижегородской епархии.
23 августа 2009 года Архиепископ Нижегородский и Арзамасский Георгий совершил освящение основного придела Успенского храма — главной святыни восстанавливающегося Дудина монастыря и во время службы состоялась хиротония иеродиакона Никона во иеромонаха.
В ноябре 2009 года назначен и. о. наместника Свято-Успенской Саровской пустыни.
4 апреля 2010 года награждён набедренником и наперсным крестом.
26 июля 2010 года решением Священного Синода Русской Православной Церкви на заседании, которое состоялось в Успенской Киево-Печерской лавре, назначен наместником Свято-Успенского мужского монастыря — Саровская пустынь.
31 июля того же года в храме преподобного Серафима Саровского Свято-Успенской Саровской пустыни Патриархом Кириллом возведён в сан игумена.
11 октября того же года назначен настоятелем церкви во имя святителя Николая села Подъяблонное Богородского района Нижегородской области
4 февраля 2017 года в храме в честь преподобного Серафима Саровского Саровской Успенской пустыни митрополит Нижегородский и Арзамасский Георгий совершил чин поставления игумена Никона во игумена возглавляемого имя монастыря со вручением игуменского посоха.